# ГЕС Шиффенен
ГЕС Шиффенен (нім. Schiffenen) — гідроелектростанція в центральній частині Швейцарії. Становить нижній ступінь в каскаді на річці Заане (ліва притока Ааре), знаходячись після ГЕС l'Oelberg.
Під час спорудження станції річку перекрили бетонною арковою греблею висотою 47 метрів та довжиною 417 метрів, товщиною від 7 (по гребеню) до 12 метрів, на спорудження якої витратили 185 тис. м3 матеріалу. Вона утворила витягнуте по долині річки на 13,5 км водосховище з площею поверхні 4,25 км2 та об'ємом 65 млн м3 (корисний об'єм 59 млн м3).
Розташований у підніжжя греблі машинний зал обладнано двома турбінами типу Каплан потужністю по 35,5 МВт, які працюють при напорі від 34 до 48 метрів. Крім того, для підтримки природної течії річки встановлено одну турбіну типу Френсіс потужністю 2,3 МВт.
У цілому станція виробляє 133 млн кВт·год електроенергії на рік.